# Żywotność bojowa
Żywotność bojowa – zdolność stanu osobowego obsługującego sprzęt bojowy do szybkiego odtwarzania gotowości bojowej w razie poniesienia poważnych strat w ludziach, uzbrojeniu i sprzęcie technicznym.